# Landesamt für Umweltschutz Sachsen-Anhalt
Das Landesamt für Umweltschutz (LAU) ist eine Landesbehörde des Landes Sachsen-Anhalt. Sie ist dem Ministerium für Wissenschaft, Energie, Klimaschutz und Umwelt des Landes Sachsen-Anhalt (bis 2021 Ministerium für Umwelt, Landwirtschaft und Energie) nachgeordnet. Das Amt hat seinen Hauptsitz in Halle mit Außenstellen in Magdeburg, Steckby, Iden und Osterburg.

## Weblinks

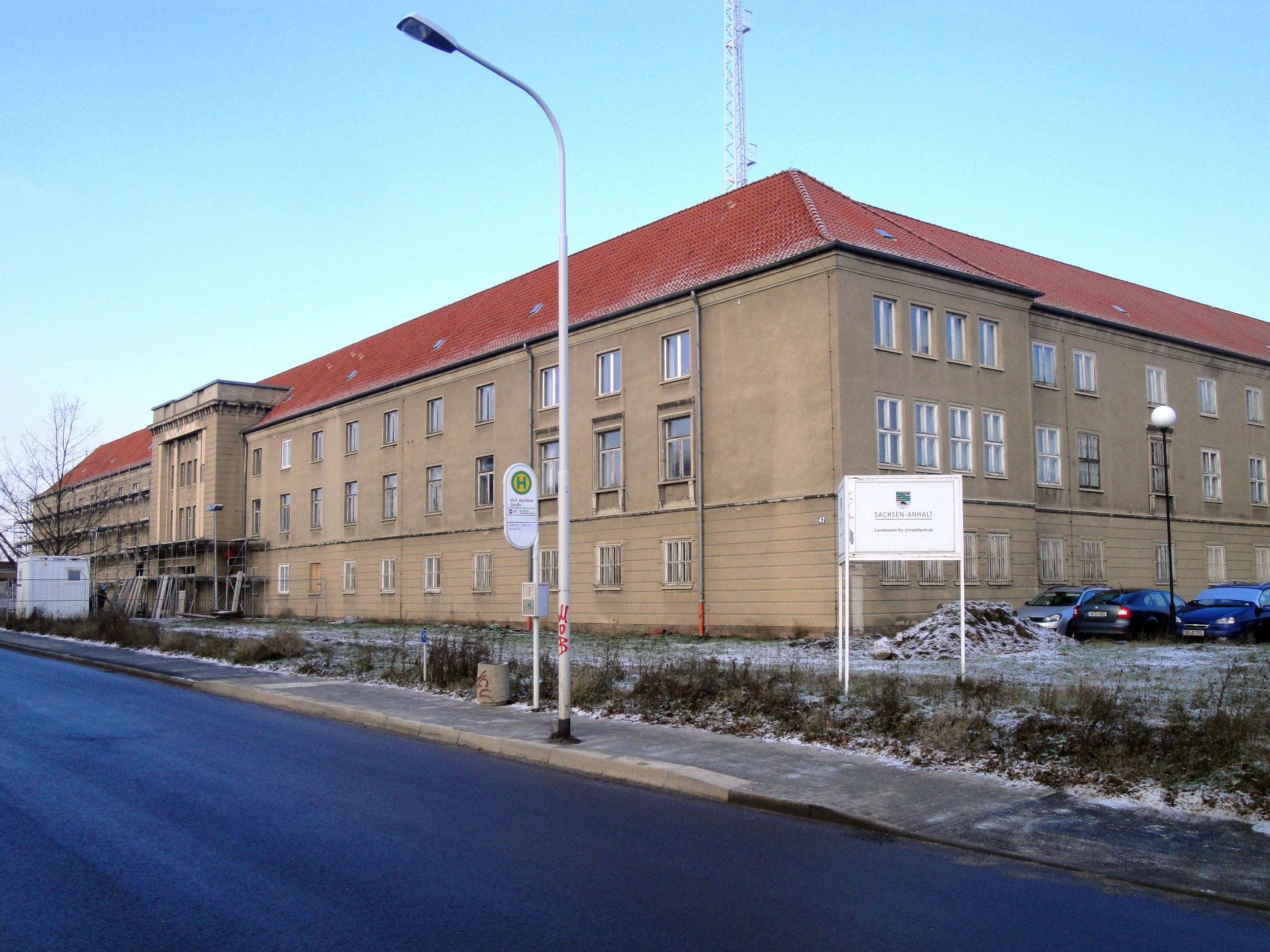
Landesamt für Umweltschutz in Halle (Saale)

## Aufgaben
Das Landesamt für Umweltschutz berät und unterstützt das Ministerium und die oberen und unteren Wasser- und Naturschutzbehörden des Landes in fachlichen Fragestellungen. Dazu dienen beispielsweise Messungen und Untersuchungen sowie die laufende Unterhaltung des Umweltinformationssystems.

## Ehemalige Präsidenten
- 2000–2007 Udo Kamm